# Piophila casei
Ruồi pho mát (Danh pháp khoa học: Piophila casei) là một loài ruồi trong họ Piophilidae, chúng thường sống trong pho mát sữa cừu và là một món ăn truyền thống của Sardinia được làm từ sữa cừu. Ấu trùng sống là đặc sản ở Sardinia, nước Ý với tên gọi Casu marzu (pho mát giòi) là một loại pho mát làm từ sữa cừu có lẫn giòi sống trong pho mát. 

## Cơ chế
Đây là loại pho mát sữa cừu được lên men nhờ ruồi Pecorino, một loại ruồi khoái pho mát ở vùng Sardinia bằng cách đẻ trứng vào trong miếng pho mát. Những con ấu trùng này thỏa thích sinh sôi trong bánh casu marzu. Những con ấu trùng này có nhiệm vụ thúc đẩy quá trình lên men, phân hủy chất béo của phô mai làm chúng mềm, rỉ nước. Các ấu trùng này được cố tình được cho vào pho mát, thúc đẩy của quá trình lên men và phá vỡ chất béo của pho mát. Kết cấu của pho mát trở nên rất mềm, với một số chất lỏng (gọi là lagrima) thấm ra ngoài. Dòi có màu trắng mờ, dài khoảng 8 milimét (0,3 in). 